# Pseudotrochalus subcostatus
Pseudotrochalus subcostatus är en skalbaggsart som beskrevs av Moser 1917. Pseudotrochalus subcostatus ingår i släktet Pseudotrochalus och familjen Melolonthidae. Inga underarter finns listade i Catalogue of Life.